# Lễ hội nhảy lửa (người Dao)
Lễ hội nhảy lửa là một lễ hội của đồng bào dân tộc Dao đỏ, Hà Giang. Những người xa quê chuyến đi đầu xuân trở về quê hương, dự lễ hội khai xuân.

## Thời gian
Thường từ mồng 2 đến mồng 5 tháng giêng âm lịch. Các ngày tổ chức lễ hội cố định, mà phụ thuộc vào ngày đẹp, giờ đẹp được các già làng, trưởng họ hay thầy tào định ngày.

## Chuẩn bị cho lễ hội
Buổi sáng, mọi người trong các bản cùng nhau kéo về khu trung tâm (thường là xã), họ mang theo nhiều thức ăn, đồ uống. Những già làng, các ông trưởng họ đã cùng với thanh niên chuẩn bị những thứ cần thiết, các vật lễ như đồ cúng, thực phẩm, lương thực, bánh trái dành cho bữa ăn trưa.

## Tổ chức về lễ
Vào đúng giờ tốt, những đồ lễ mang tính dân tộc, theo tập quán được bày ra một chiếc bàn dài, nơi được coi là chỗ trang nghiêm nhất, trước chiếc sân rộng. Một đống củi to đã được thanh niên mang đến, như đống củi thường đốt trong những đêm lửa trại. Ông chủ lễ bắt đầu ngồi xuống ghế, phụ lễ và bài cúng thần lửa được cất lên bằng những câu cầu may cho một năm mới, một cuộc sống bình yên, hạnh phúc, cầu mong "mưa thuận, gió hòa", muôn nhà khỏe mạnh. Chủ lễ mong cầu thần lửa mang hơi ấm của mình về sưởi ấm dân làng, về vui cùng lễ hội. Trong lúc cầu khấn, cũng là lúc người phụ lễ dùng một gióng vầu tre đã được chuẩn bị từ trước, được chẻ đôi, cầm chặt vào nhau như chưa hề chẻ ra, gieo xuống bàn. Gieo quẻ xin âm dương, khi hai mảnh tre hay vầu cùng ngửa, hay cùng sấp thì cũng có nghĩa là thần lửa đã đồng ý về vui cùng dân bản, còn một sấp, một ngửa thi phải xin lại, đến lúc nào được thì thôi. Đống củi được đốt lên, trở thành một đống than hồng rừng rực cháy.

## Tổ chức về hội
Những người muốn được nhảy lửa đã ngồi "hầu lễ" từ đầu buổi lễ, họ lấy que tre gõ liên tục vào những nửa ống vầu đã chuẩn bị sẵn và sẵn sàng ngồi xin thần lửa, chủ lễ lại tiếp tục "gieo quẻ xin âm dương", đến khi thần lửa đồng ý. Từng đôi một nhảy lửa, họ đi chân không trên đống than, họ nhảy, họ lăn vòng trên than hồng khi lửa còn lem lém bốc cháy theo từng bước chân của họ. Và khi những đôi bắt đầu được thần lửa đồng ý cho nhảy lửa thì cũng là lúc các đôi khác tiếp tục vào "hầu lễ" để được là người nhảy lửa. Tiếp theo, cứ đôi nọ, nối tiếp đôi kia cho đến khi đống than hồng tắt lịm dưới những đôi chân trần đen nhẻm do than để lại.